# Призренський санджак
Призренський санджак (тур. Prizren Sancağı, алб. Sanxhaku i Prizrenit, серб. Призренски санџак) ― один з санджаків Османської імперії з адміністративним центром у Призрені. Його засновано одразу після захоплення Османською імперією Призрена у Сербської деспотії в 1455 році. Решту території Сербії завойовано після падіння Смедерева в 1459 році і розділено на наступні санджаки: Вучітрнський санджак, Крушевацький санджак і Смедеревський санджак. На початку першої Балканської війни в 1912 році територію Призренського санджаку зайнято військами королівства Сербії та королівства Чорногорія. Згідно з умовами Лондонського договору, підписаного 30 травня 1913 року, територію Призренського санджаку поділено між Сербією та Чорногорією.

## Адміністративний поділ
Згідно реєстру Османської імперії 1571 році, до складу Призренського санджаку входили п'ять нахій: Прізрен, Хоча, Жежна, Трговіште і Біхор.
Основна частина території, яка колись належала санджаку, зараз входить до складу Косово (Прізрен і Хоча), Сербії (Жежна, 20 км на південний схід від міста Нові-Пазар ) і найменша частина - Чорногорії (Біхор і Трговіште, що біля Рожає).

## Вілайєти Шкодер, Прізрен і Косово
У 1867 році Призренський санджак був об'єднаний з Дібрінським санджаком та із Скадарським санджаком, і разом вони утворили вілайєт Шкодер. У 1871 році Призренський санджак увійшов до складу новоствореного Призренської вилайєти. У свою чергу Призренський вілайєт разом Призренським санджаком увійшли до складу Косівського вилайєта, який був створений в 1877 році. Прізрен став адміністративним центром Косівського вилайета.
Нішський і Пиротський санджаки разом з Вране були відокремлені від Косівського вилайєта і стали територіями князівства Сербія за підсумками Берлінського конгресу в 1878 році. Після цього Дібрський санджак був переведений в вілайєт Манастир. Після всіх цих змін Косівський вилайєт складався з трьох санджаків: Призренського, Скопского і Новопазарського. Незважаючи на рішення Берлінського конгресу про передачу контролю над Новопазарський санджак Австро-Угорщині, він де-факто залишався під адміністрацією Османської імперії.

## Младотурецька революція
Після Младотурецької революції 1908 року в Османській імперії пройшли перші парламентські вибори, в тому числі і в Призренському санджаку.

## Скасування
До кінця жовтня 1912 року, в ході Першої Балканської війни Призренський санджак був зайнятий військами Королівства Сербії і Чорногорії. За умовами Лондонського мирного договору підписаного в ході Лондонської конференції 1913 року, його територія була розділена між Сербією і Чорногорією.